# Hermann Göschler
Hermann Göschler (* 20. Februar 1915 in Freundsam; † 1. Dezember 1939 in Berlin-Plötzensee) war ein österreichischer Zeuge Jehovas, der unter der nationalsozialistischen Diktatur als Kriegsdienstverweigerer hingerichtet wurde.

## Werdegang

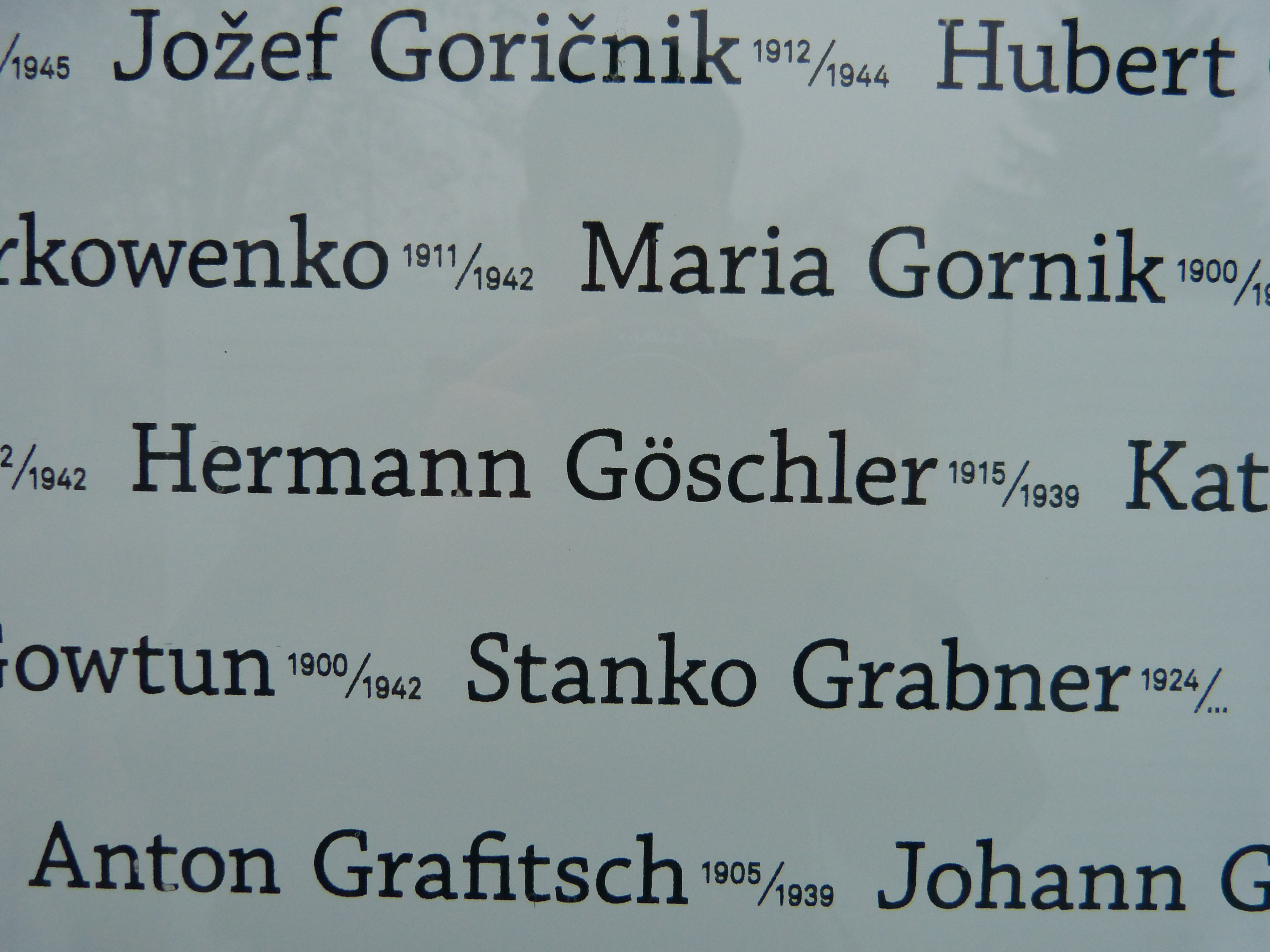
Hermann Göschlers Name an der Gedenkstätte Klagenfurt-Annabichl

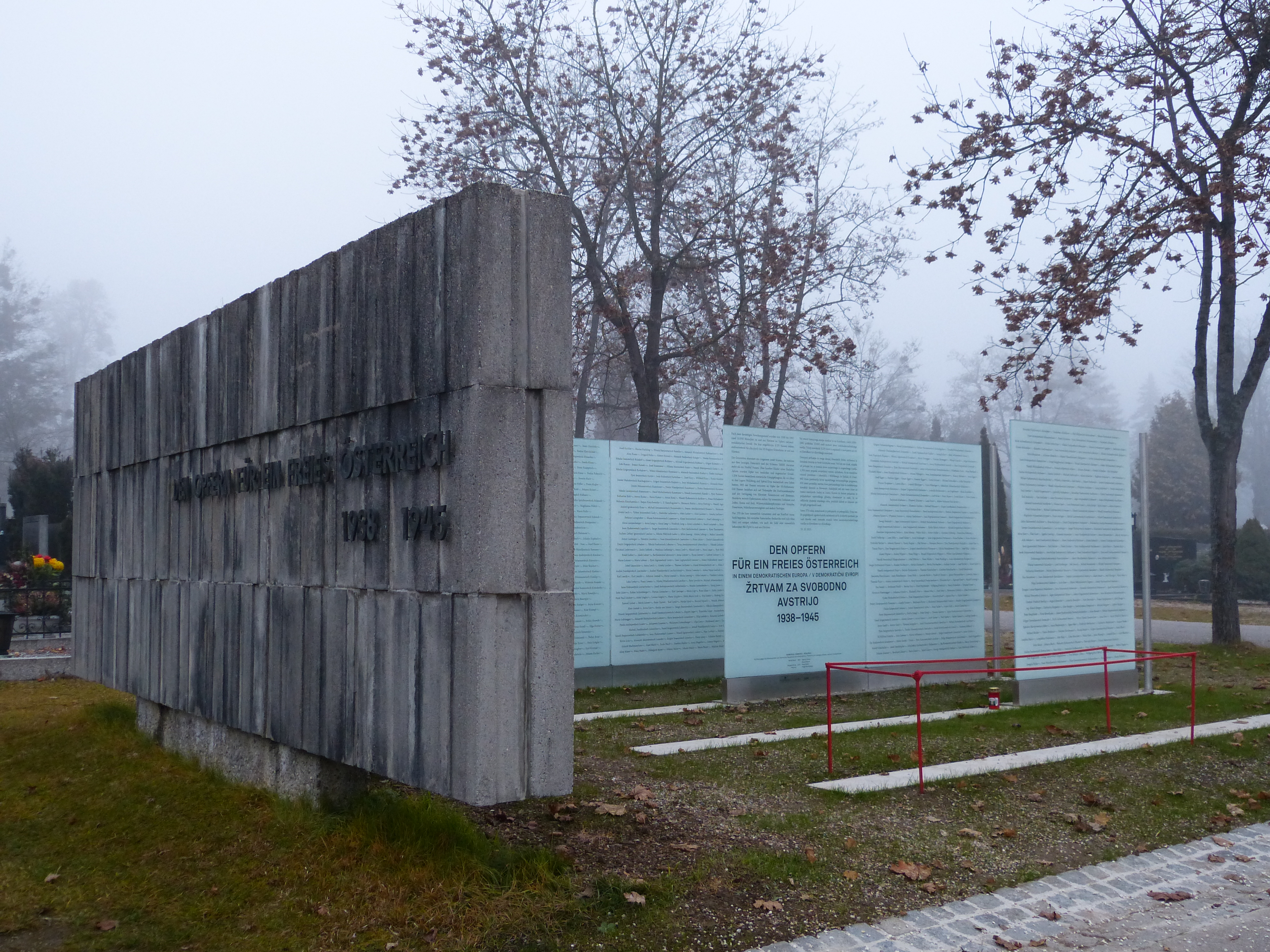
Gedenkstätte Klagenfurt-Annabichl

Hermann Göschler wurde am 20. Februar 1915 in der Ortschaft Freundsam in Österreich als zwölftes und jüngstes überlebendes Kind des Landwirtes Josef Göschler und seiner Frau Anna, geb. Kozelsky, geboren. Sein Vater und dessen Vater waren zeitweise Gemeinderäte der Gemeinde Sörg; der Bruder seiner Mutter, Paul Kozelsky vulgo Kreuzkramer, war langjähriger Bürgermeister der Gemeinde Liemberg.
Nach dem Besuch der Volksschule in Gradenegg erlernte Hermann Göschler das Sattler- und Tapeziererhandwerk in der Klagenfurter Straße in St. Veit an der Glan bei Franz Tischler und, nach dessen Pensionierung, bei dessen Nachfolger Hugo Kogler. Daneben besuchte er zwei Klassen der Gewerblichen Fortbildungsschule in St. Veit.
Im Jänner 1936 bekam er mit der Bauerntochter Mathilde Pirker aus Pflausach einen unehelichen Sohn. Eine Heirat scheiterte aus finanziellen Gründen. Hermanns Vater war bereits 1927 gestorben; auf dem elterlichen Hof, den einer von Hermanns älteren Brüdern übernahm, lebten damals auch noch andere Geschwister Hermanns mit mehreren Kindern. Hermann war in der damals angespannten Wirtschaftslage in Österreich zeitweise arbeitslos und verdiente seinen Lebensunterhalt auch mit Gelegenheitsjobs wie beim Bau der Großglockner Hochalpenstraße.

## Kriegsdienstverweigerung
Im Mai 1936 trat Hermann Göschler aus der Katholischen Kirche aus und begann sich um diese Zeit als Zeuge Jehovas zu bekennen. Die Zeugen Jehovas (bis 1931 Bibelforscher) waren bereits seit den 1920er Jahren in seiner Heimatgemeinde und in St. Veit missionarisch tätig. Hermann Göschlers Bekenntnis zu den Zeugen Jehovas geschah zu einer für diese Glaubensgemeinschaft in Österreich schwierigen Zeit:
Die Tätigkeit der Zeugen Jehovas war im kirchennahen autoritären Ständestaat verboten worden; letztinstanzlich bestätigt worden war das Verbot im Februar 1936. Hinzu kam, dass Österreich am 1. April 1936 mit der Bundesdienstpflicht die allgemeine Wehrpflicht eingeführt hatte; seit 1917 lehnt die Glaubensgemeinschaft der Zeugen Jehovas bzw. Bibelforscher die Ableistung des Wehrdiensts als mit der christlichen Lehre unvereinbar ab.
Am 1. Oktober 1936 hätte Hermann Göschler, der damals vorübergehend in Arndorf bei Maria Saal bei einem Sattler lebte und arbeitete, den Militärdienst beginnen sollen. Doch er kam der Einberufung nicht nach und wurde deshalb von der Bezirkshauptmannschaft St. Veit zu einer Geldstrafe verurteilt. Da er auch der nächsten Einberufung im Februar 1937 nicht Folge leistete, wurde er am 5. März 1937 von der Gendarmerie zwangszweise dem Bundesheer in Klagenfurt vorgeführt. Er verweigerte die Eidleistung und das Anziehen der Uniform, da ihn der Militärdienst „mit Glauben und Gewissen in Konflikt“ gebracht hätte, woraufhin über ihn die Untersuchungshaft verhängt wurde. Beim Landesgericht Klagenfurt wurde er am 30. März 1937 von einem Militärschöffensenat zu 3 Monaten Haft mit verschärftem Kerker verurteilt. Österreichweit berichteten Tageszeitungen von der Gerichtsverhandlung, in der der als „kleiner, schmächtiger Bursche“ beschriebene Göschler sich auf Bibelsätze wie „Du sollst nicht töten“ und „Man muss Gott mehr gehorchen als den Menschen“ berief.
Nach Verbüßung der Haftstrafe wurde er prompt erneut zum Militär einberufen; ihm drohte für den Fall einer weiteren Verweigerung eine neuerliche, nun jedoch mehrjährige Haftstrafe. So diente Hermann Göschler ab Juni 1937 im österreichischen Heer bzw. für die letzten Monate seines Grundwehrdienstes 1938 nach dem Anschluss in der Wehrmacht. Dort erlangte er den Dienstgrad eines Oberschützen.
Ende August 1939 schuf man im Deutschen Reich durch die Kriegssonderstrafrechtsverordnung die Möglichkeit, Wehrdienstverweigerung mit der Todesstrafe zu ahnden. Dennoch kam Göschler bei Ausbruch des Zweiten Weltkriegs der Einberufung zur Wehrmacht nicht nach. Auch wenn er sich in Friedenszeiten nach anfänglicher Verweigerung zur Ableistung des Grundwehrdienstes durchgerungen hatte, kam aus Gewissensgründen ein Einsatz im Krieg für ihn nicht in Frage. Göschler, der damals bei der Sattlerei Schütz in der Lindengasse in St. Veit an der Glan lebte und arbeitete, wurde in Klagenfurt verhaftet und in Völkermarkt inhaftiert und brutal geschlagen. Danach wurde er nach Berlin überführt, wo am 11. November 1939 vor dem Reichskriegsgericht gegen ihn Anklage erhoben wurde. Am 22. November erging das Todesurteil. Am 24. November 1939 wurde Hermann Göschler in die Strafanstalt Berlin-Plötzensee eingeliefert, wo die Hinrichtung durch das Fallbeil am 1. Dezember 1939 erfolgte.

## Würdigung
Kriegsdienstverweigerer galten dem NS-Staat als ehrlose Verbrecher. Für die Angehörigen, die allesamt Hermann Göschlers Glaubensansichten nicht teilten, war es daher schon ein Erfolg, dass sein Name nach dem Krieg auf den Gefallenendenkmälern in Maria Saal – wo Hermann Göschler zu seiner Einberufung ins Bundesheer gelebt hatte und wo sein ältester Bruder einen Gasthof führte – und in Sörg – wo die Mutter von Hermann Göschlers Sohn lebte – erwähnt wurde.
1994 erwähnte der Historiker August Walzl Hermann Göschler in seinem Buch über Widerstand gegen die NS-Herrschaft in Kärnten. In der 1998 veröffentlichten Gemeindechronik Liebenfels wurde der unbeugsame Glaube Hermann Göschlers gewürdigt. Im gleichen Jahr erinnerten Jehovas Zeugen in ihrer auf öffentlichen Plätzen der Kärntner Bezirkshauptstädten gezeigten Wanderausstellung Die vergessenen Opfer der NS-Zeit auch an Hermann Göschler. Bei der Eröffnung dieser Ausstellung in St. Veit an Glan hieß es über Hermann Göschler: „Er war ein einfacher Mensch, der Außergewöhnliches vollbrachte, der seinen geistigen Widerstand aus christlicher Überzeugung friedlich, aber kompromißlos und konsequent ausübte.“ Dem Historiker Wilhelm Baum zufolge dürfte Hermann Göschler der erste Kärntner gewesen sein, der vom NS-Staat hingerichtet wurde. Sein Name erscheint auf der Gedenkstätte Den Opfern für ein freies Österreich am Friedhof Klagenfurt-Annabichl. 
In St. Veit an der Glan wurde am 2. Dezember 2024 vor seinem letzten Wohnort in der Lindengasse 2 ein Gedenkstein verlegt und im Rathaushof St. Veit an der Glan wurde am Abend des 2. Dezember 2024 des 85 Jahre zuvor hingerichteten Wehrdienstverweigerers gedacht.